# Gianmarco Vettori
Gianmarco Vettori (Nettuno, 16 ottobre 1994) è un attore italiano.

## Biografia
Dopo essersi diplomato in ragioneria linguistica presso l'I.T.E.T "Emanuela Loi" di Nettuno, prosegue la sua formazione accademica presso Il Centro Artistico il Girasole. Trasferitosi a Roma, ha iniziato il suo percorso lavorativo.
Nel 2024 interpreta il brigante Marchetta nella serie televisiva Briganti su Netflix.

## Filmografia

### Cinema
- La profezia dell'armadillo regia di Emanuele Scaringi (2017)
- Padrenostro regia di Claudio Noce (2020)
- La belva regia di Ludovico Di Martino (2020)
- Ai confini del male regia di Vincenzo Alfieri (2021)
- I viaggiatori regia di Ludovico Di Martino (2022)
- Shoshana regia di Michael Winterbottom (2023)

### Televisione
- Luna Nera regia di Francesca Comencini, Susanna Nicchiarelli, Paola Randi – miniserie TV (2019)
- Romulus – serie TV, episodio 2x03 (2022)
- Briganti regia di Nicola Sorcinelli, Antonio Le Fosse, Steve Saint Leger – miniserie TV (2024)
- M. Il figlio del secolo, regia di Joe Wright – miniserie TV, 6 puntate (2025)

## Teatrografia
- InFiamma, regia S.Castano, spettacolo vincitore del premio Spirito-Fringe Festival Roma (2017)
- Romeo l'ultrà e Giulietta l'irriducibile, scritto e diretto da Gianni Clementi. (2018)
- Bailamme, scrittura scenica collettiva regia di S. Barraco. (2018)
- Barry Lyndon (il creatore dei sogni), adattamento e regia di Giancarlo Sepe. (2018)